# Germanischer Göttername in Nordeuropa
Ein Germanischer Göttername in Nordeuropa zählt in der Namenforschung zur Gattung der germanischen Sakralnamen Skandinaviens und des Nordatlantiks und benennt namentlich eine Gottheit mit einem Eigennamen (Nomen proprium) oder mit einem Beinamen. In Ortsnamen und Personennamen der germanischen Sprachen kommt oftmals als Bestandteil ein nordeuropäischer germanischer Göttername vor. Solche Namen werden in der Namenkunde als theophore Namen aufgefasst. Vor allem in skandinavischen und nordatlantischen Ortsnamen enthalten die Erstglieder Götternamen oder -bezeichnungen für Götter, Göttinnen oder andere transzendente Wesen.
In der Anthroponymie zählen Namen für mythische Wesen – wie etwa Dämonen, personifizierte Tiere oder Gottheiten des nordeuropäischen germanischen Kulturraums – zu den Personennamen.
Die germanischen theophoren Ortsnamen in Großbritannien enthalten zwar auch germanische Götternamen und gehören zu den nordeuropäischen Ortsnamen, sie werden jedoch nicht hier, sondern im Hauptartikel Germanischer Göttername in Großbritannien abgehandelt.

## Germanische Götternamen in  skandinavischen und nordatlantischen Ortsnamen
Nach allgemeiner Auffassung in der Forschung kommen folgende Gottheiten (in altwestnordischer Form) als Erstglieder z. B. in den hier angeführten skandinavischen und nordatlantischen Ortsnamen vor:
- Baldr: Baldursheimur (heimur ‚heim‘), Baldersberg, Balleshol (hol ‚Hügel‘), Bollesager (ager ‚Acker‘);
- Freya: Frövi Froihov[4], Frölunda[5];
- Freyr: Freysnes (nes ‚Landzunge‘), Frösåker, Frösvi, Frösö[6] (ö ‚Insel‘);
- Njǫrðr: Narum (rum ‚offener Platz‘), Nälberga, Njärdevi, Narland;
- Óðinn: Odense[7], Onsild[8], Odensharg, Odenssal;
- Þórr: Þórsnes, Tórshavn (havn ‚Hafen‘), Torsager, Torshov, Torslunda;
- Týr: Tiset (altdänisch with ‚Wald‘), Tislund, Tysnes;
- Ullr: Ullvi, Ullunda, Ulleroy (oy ‚Insel‘), Ulland.[2]

Weitere Götternamen ließen sich mehr oder weniger erfolgreich aus den Ortsnamen selbst ableiten. Für diese Ableitungen bekannter oder rekonstruierter Götternamen aus Ortsnamen gilt:
- der vermutete Göttername steht im Ortsnamen als Genitiv,
- der Göttername tritt als Erstglied zu Zweitgliedern mit bekannter sakraler Konnotation hinzu,
- der Göttername tritt nicht isoliert auf, sondern findet sich in mehreren Ortsnamen.[2]

In einigen Fällen gelten diese Forderungen als erfüllt, etwa bei *Ullinn in *Ullensvang (vang ‚Feld‘), Ullershow (< *Ullinshof) und anderen Ortsnamen mehr in Norwegen und wohl ebenso bei *Liudhgudha in Ludgo, Luggavi und Luggude hårad in Schweden. Regional tritt *Harn(-)/*Ærn in Härnevi, Ärnevi in Uppland, Schweden, auf, In anderen Fällen geht man zudem davon aus, dass ein Göttername nur in einem einzigen Ortsnamen repräsentiert war, etwa Forseti in Forsetiland in Ostfold, Norwegen, Hel in Helligsø in Dänemark oder Rindr in Vriennevi in Ostergötland, Schweden. Solchen Interpretationen ist allerdings mit Vorbehalt zu begegnen, da es in der Regel mehrere Wege zur Deutung des Namens gibt.
Nahezu Konsens herrscht in der Forschung darüber, welche Götternamen in skandinavischen Ortsnamen auftreten. Kontroversen gab es jedoch wohl schon betreffs der Götternamen Freya und Frigg. Das Vorkommen von Freyas Namen in Ortsnamen etwa wurde in Frage gestellt. In Friggeråker in Västergötland wurde zwar der Name der Göttin Frigg nachgewiesen, jedoch auch hierzu entwickelte sich eine kontroverse Debatte.
Ungeachtet der kontroversen Interpretationen lässt sich vor allem beobachten, dass die Zahl der in Ortsnamen vorkommenden Götternamen sehr begrenzt ist im Vergleich zu den zahlreichen Gottheiten und mythologischen Wesen, deren Namen die schriftlichen Quellen nennen. Die Ortsnamen zeigen zudem auf, dass die Beziehungen zwischen den Gottheiten teils andere waren, als die schriftlichen Quellen es angeben. Odins Stellung als Hauptgott etwa ist außerhalb von Dänemark nicht nachweisbar.
In Schweden tritt oftmals Ull als ein wichtiger Gott hervor, nach der Anzahl sowie der zentralen Stellung der Ortsnamen jedoch steht Thor zweifelsfrei an erster Stelle. Auch in Island gilt Thor als wichtigste Gottheit, zudem ist er durch Tórshavn und Hósvík (< *Þórsvík; vik ‚Bucht‘) am deutlichsten in färöischen Ortsnamen vertreten. Die Interpretationen zur Bedeutung der Gottheiten sind jedoch auch in Bezug auf eine chronische Dimension hin zu durchdenken. Entsprechende Forschungsdebatten gab es bereits, jedoch bedarf es auch der Überprüfung und neuer Untersuchungen.